# Talula
Talula è un singolo della cantautrice statunitense Tori Amos, pubblicato nel 1996 ed estratto dall'album Boys for Pele.

## Tracce
- CD (UK; Versione 1)

1. Talula (The Tornado Mix) - 3:43
2. Talula (BT’s Synethasia Mix) - 11:27
3. Amazing Grace/Til’ the Chicken - 6:48

- CD (UK; Versione 2)

1. Talula (The Tornado Mix) - 3:43
2. Frog On My Toe - 3:40
3. Sister Named Desire - 5:29
4. Alamo - 5:11